# Peleteria setosa
Peleteria setosa là một loài ruồi trong họ Tachinidae.